# Karel Meeuwesse
Antonius Catharina Maria (Karel) Meeuwesse (Heer, 11 juli 1914 - Nijmegen, 24 juni 1991) was een neerlandicus, letterkundige en dichter. Hij was vanaf 1960 hoogleraar in de moderne Nederlandse letterkunde en in de algemene literatuurwetenschap aan de Katholieke Universiteit Nijmegen. Hij verwierf in de jaren vijftig en zestig van de twintigste eeuw vooral als criticus en interpretator grote bekendheid. Zijn colleges moderne tekstinterpretatie in Nijmegen waren befaamd. Hij publiceerde een groot aantal artikelen over zeer verschillende Nederlandse en Vlaamse dichters en romanciers. 

## Levensloop
Meeuwesse werd in het jaar van zijn afstuderen (1939) leraar Nederlands aan het Onze Lieve Vrouwelyceum in Breda, aan welke school hij verbonden bleef tot 1960. Vanaf 1 oktober 1946 was hij ook docent aan de Katholieke Leergangen in Tilburg, een taak die hij tot in 1969 vervuld heeft.
Tijdens zijn leraarschap promoveerde Meeuwesse in 1952 op het proefschrift Jan Luyken als dichter van de Duytse Lier bij prof. dr. W.A.P. Smit in Utrecht. Al vele jaren eerder, kort na zijn afstuderen, had zijn leermeester De Vooys Meeuwesse weten te interesseren tot het schrijven van een dissertatie over een geheel ander onderwerp, het tijdschrift Van onzen tijd. In december 1943 verloor de toekomstige promovendus op het station in Den Bosch twee koffers, in één waarvan driekwart van de aantekeningen voor deze dissertatie zat, doordat de volle trein met deze beide daar al in geplaatste koffers zich in beweging zette, voor het echtpaar Meeuwesse zelf was ingestapt.
In 1960 volgde zijn benoeming tot hoogleraar in Nijmegen, naast professor Willem Asselbergs. 

## Enkele publicaties
- Jan Luyken als dichter van de Duytse Lier. Diss. Utrecht. Groningen, Djakarta: J.B. Wolters, 1952.
- Muziek en taal. Over poëzie en poëtiek van Martinus Nijhoff en Paul van Ostaijen. Oratie 19 mei 1961. Amsterdam: J.M. Meulenhoff, 1961.
- ‘Perks Iris’. In: Tijdschrift voor Nederlandse Taal- en Letterkunde LXXXII (1966), p. 37-77.
- ‘De interpretatie van het literair werk’. In: Annalen van het Thijmgenootschap 57, nr. 1, december 1969, p. 15-27.
- Gezelles Albumblaren. Uit de voorgeschiedenis van de bundel Gedichten, Gezangen en Gebeden. Antwerpen-Utrecht: Uitgeverij De Nederlandsche Boekhandel, 1974.